# يان بورتفليت

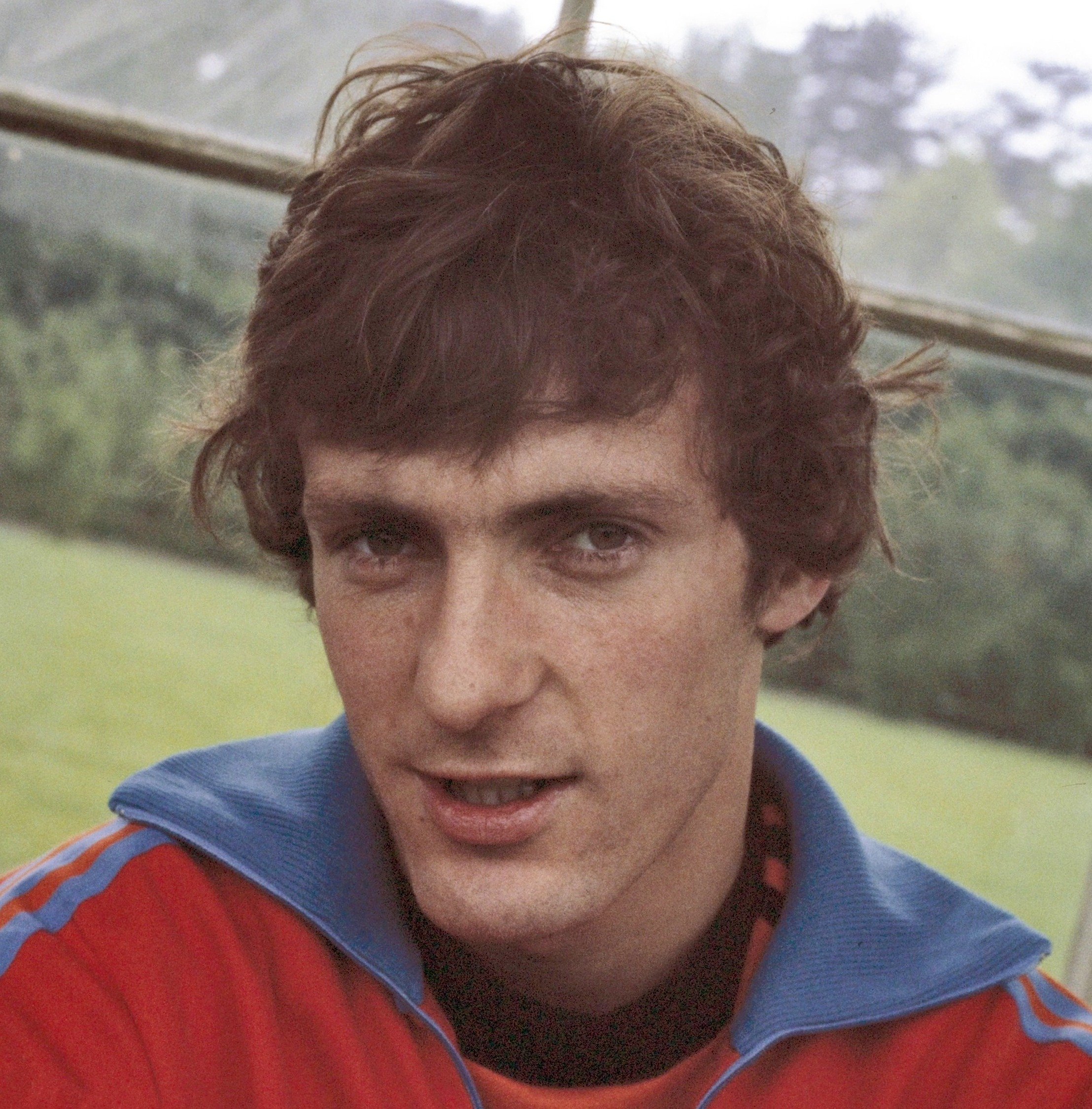
يان بورتفليت

يان بورتفليت (بالهولندية: Jan Poortvliet)‏، من مواليد 21 سبتمبر 1955، لاعب كرة قدم هولندي سابق، ومدرب كرة قدم هولندي حالي.
لعب مع منتخب هولندا لكرة القدم.

## روابط خارجية
- يان بورتفليت على موقع الاتحاد الدولي (مؤرشف)  (الإنجليزية)
- يان بورتفليت على موقع قاعدة بيانات كرة القدم.إي يو (الإنجليزية)
- يان بورتفليت على موقع ناشيونال فوتبول تيمز (الإنجليزية)
- يان بورتفليت على موقع عالم كرة القدم.نت (الإنجليزية)